# Kirchkimmen
Kirchkimmen ist ein Ortsteil der Gemeinde Hude (Oldenburg) im niedersächsischen Landkreis Oldenburg.

## Geografie und Verkehrsanbindung
Der Ortsteil liegt etwa 4,5 km südwestlich von Hude an der Bremer Straße (K 343, vormals B 75). Östlich befindet sich die Anbindung zur nahe gelegenen Autobahn A 28 und das 627 Hektar große Naturschutzgebiet Hasbruch. Die Kimmer Bäke fließt durch den Ort.

## Geschichte
Kirchkimmen wurde erstmals 1243 urkundlich erwähnt.

## Infrastruktur
Einer der größten Arbeitgeber im Ort ist die Ziegelei Wienerberger GmbH.

## Sehenswürdigkeiten
In Zusammenarbeit mit Wolf E. Schultz und der Bauerschaft Kirchkimmen entstand 1985 an der Kimmer Bäke ein artesischer Brunnen. Er steht an der Straße An der Kimmer Bäke in Kirchkimmen, 20 Meter von der Bremer Straße entfernt.

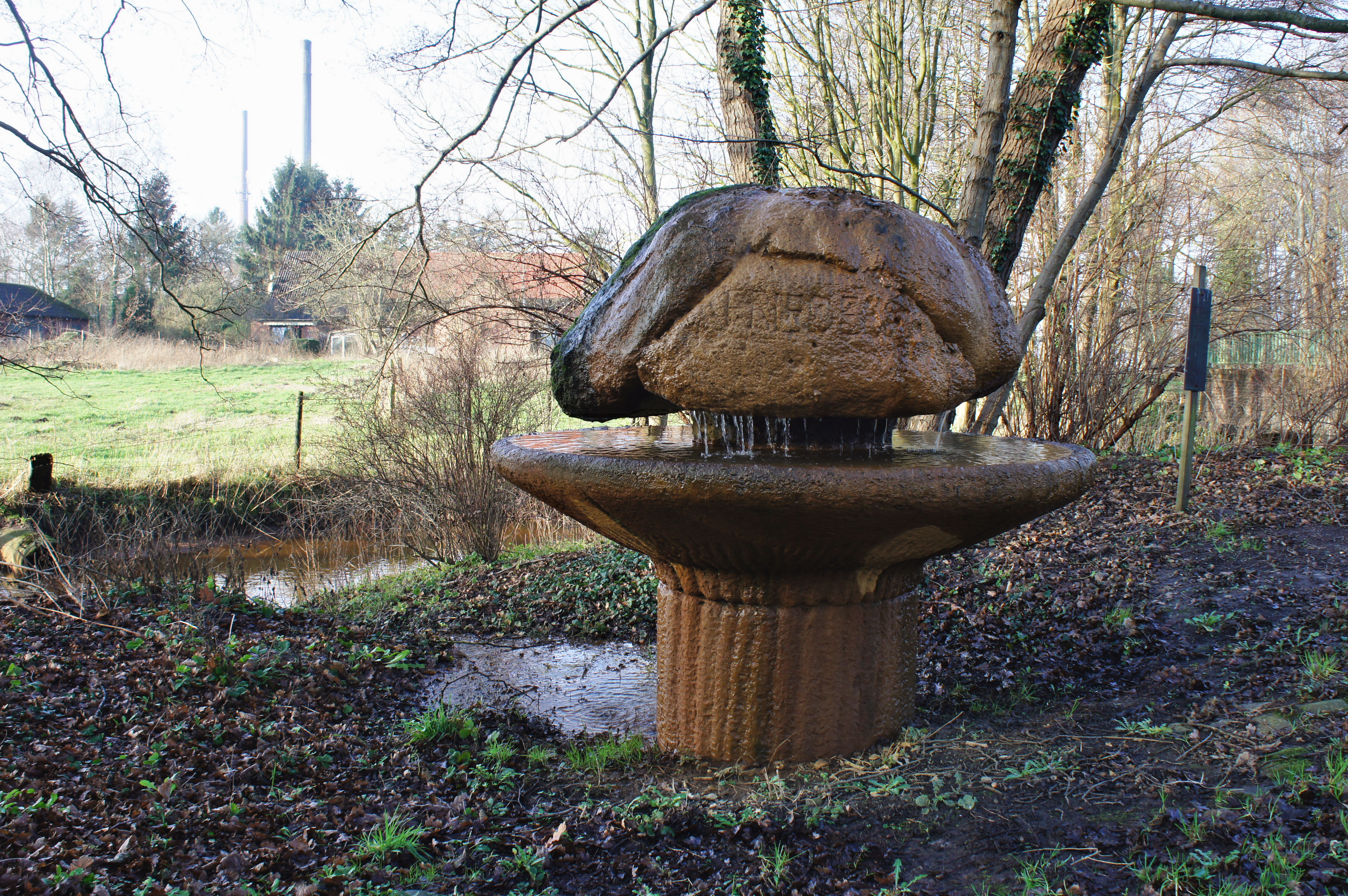
Der Artesische Brunnen

Im November 2004 wurde das Museum Haus Kimmen eröffnet, welches anschaulich die dörfliche Kultur zeigt. Gleichzeitig wird es auch als Versammlungsraum genutzt.

## Persönlichkeiten
Johann Blankemeyer (1898–1982), nationalsozialistischer Politiker